# Kepler-338e
Kepler-338e es un planeta extrasolar que forma parte de un sistema planetario formado por al menos cuatro planetas. Orbita la estrella denominada Kepler-338. Fue descubierto en el año 2014 por la sonda Kepler por medio de 0